# Bellenberg
Bellenberg település Németországban, azon belül Bajorországban. Lakosainak száma 4645 fő (2023. december 31.). Bellenberg Vöhringen, Illertissen, Weißenhorn és Auwald községekkel határos.

## Népesség
A település népessége az elmúlt években az alábbi módon változott:
| Lakosok száma | 446  | 1277 | 3461 | 3744 | 4479 | 4445 | 4486 | 4539 | 4583 | 4645 |
|               | 1875 | 1950 | 1975 | 1987 | 2012 | 2014 | 2016 | 2017 | 2021 | 2023 |